# Antonio Stella

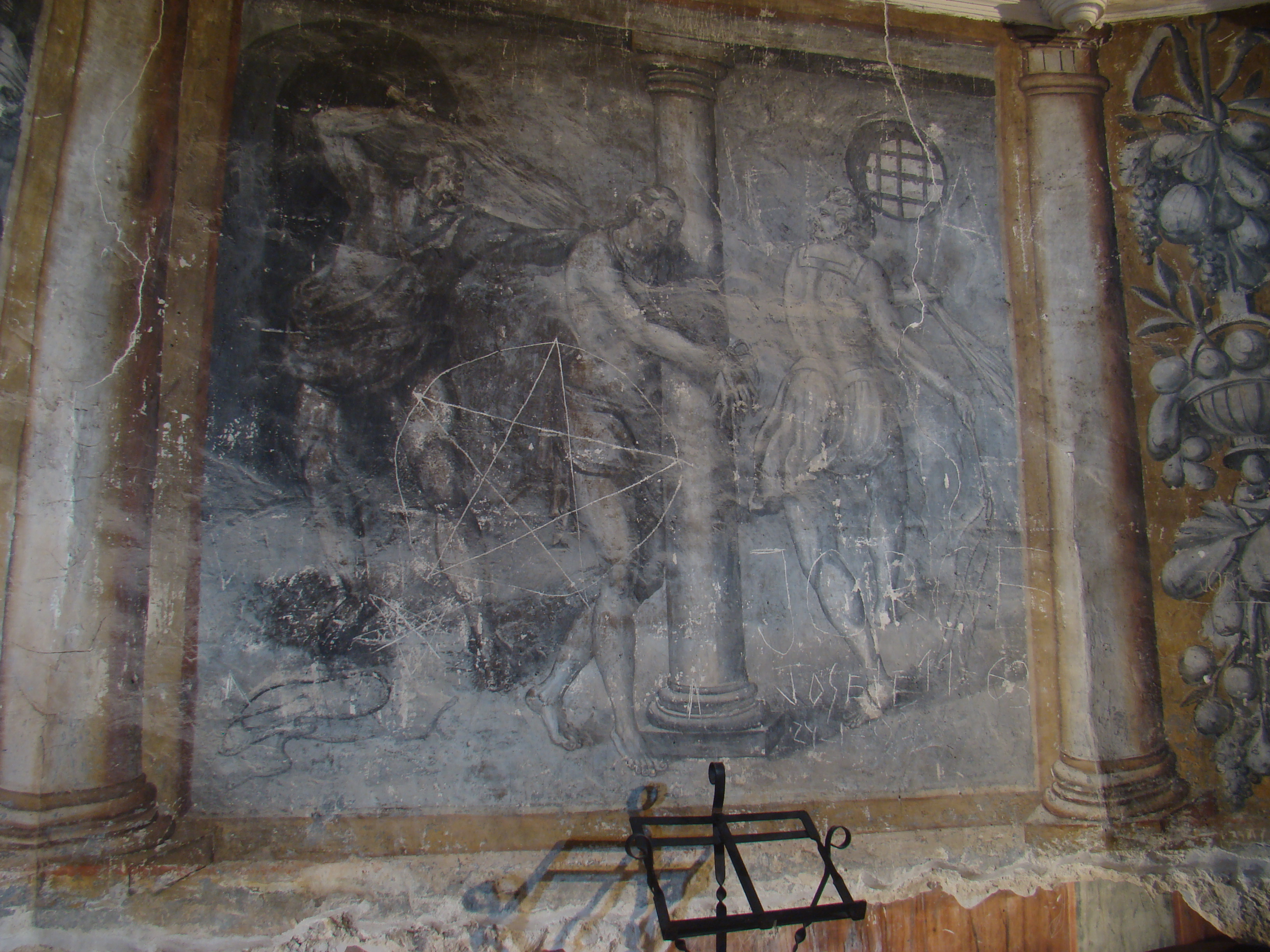
Monasterio de Palazuelos. Grisallas del pintor romanista Antonio Stella del en los muros de la sacristía llamada comúnmente chirola. Están sin restaurar.

Antonio Stella fue un pintor italiano de la segunda mitad del siglo XVI, afincado en Valladolid (España). Su apellido puede encontrarse en los documentos  con la variante castellanizada de Estela. Realizó trabajos de encargo —lienzos de variados tamaños— para diversos lugares de Castilla. También entre su producción se han encontrado dibujos y un mural con  la técnica de grisalla.  Otorgó testamento y murió en 1591 en Valladolid, ciudad de la que se declaraba vecino.

## Biografía

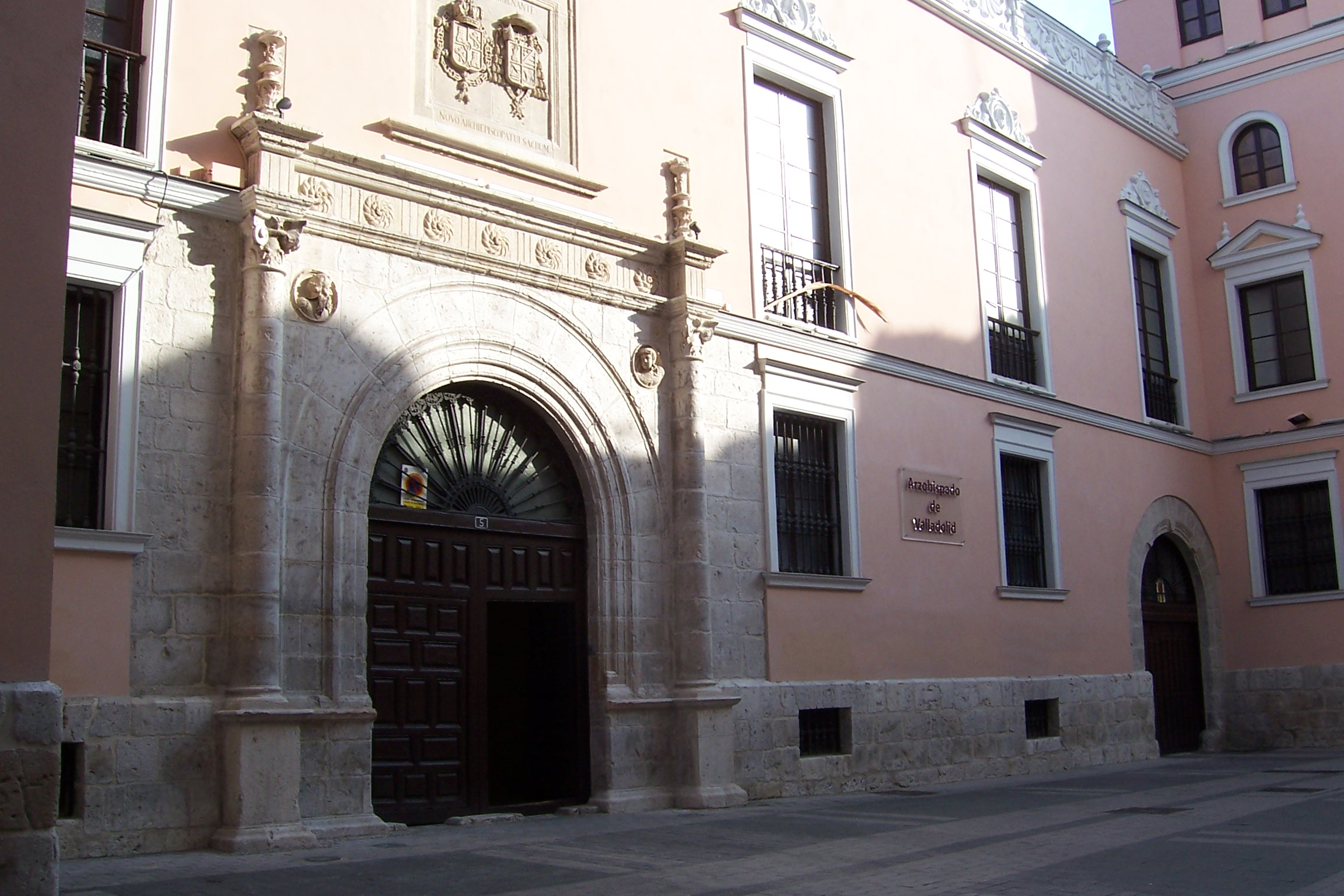
Arzobispado de Valladolid que ocupa lo que fueron casas principales de la familia Villasante en lo que se llamaba calle tras la Torre del Almirante (en 2014 calle de San Juan de Dios).

Hasta finales del siglo XX no se conocía gran cosa sobre la procedencia y la vida de este pintor. Se tenía la certeza de que era extranjero pues el propio Stella, viviendo en Valladolid, se calificó como «pintor extranjero estante en esta villa». Algunos historiadores extranjeros le consideraban directamente español o de escuela española; otros como Elías Tormo y Diego Angulo especulaban sobre su  procedencia de Malinas o de Francia. El historiador García Chico contempló la posible llegada de Stella a Valladolid alrededor del año 1586, basándose en el conocimiento que se tenía del alquiler de una vivienda en ese año, en la «calleja del Almirante», propiedad de la familia Villasante.
A finales del siglo XX y tras unos rigurosos trabajos de investigación salieron a la luz documentos esclarecedores, en especial el descubrimiento de un traslado del testamento del artista. En estos documentos se hace referencia a su persona como «pintor romano», «roman pintor», «pintor patricio romano».
Gonzalo de Villasante era Arcediano de Tordesillas y Canónigo de Valladolid y tenía su domicilio en esta ciudad. Debía unirle una gran amistad con el pintor Stella pues fue su principal testamentario y depositario de sus últimas voluntades. En su testamento Stella hace mención, entre otros asuntos, de obras concertadas y no pagadas —la mayoría sin localizar hasta la fecha—, de sus propias deudas y de los murales en grisalla realizados en el monasterio de Palazuelos. Hace alusión también al florentino Benedetto Rabuyate que por entonces vivía en Valladolid pidiéndole que se ocupe de tasar «... los papeles, pinturas e colores que tengo hechos y empeçados e acavados de diferentes personas...», refiriéndose a él como «... persona que lo hará con amistad e conciencia e lo que él dijere e declarase que bale, eso sea...» A través de la lectura del testamento se puede adivinar el carácter y manera de ser de Stella que se manifiesta como persona afable, amigo de sus amigos y muy interesado y cariñoso con su sobrino, su única familia.

## Obras

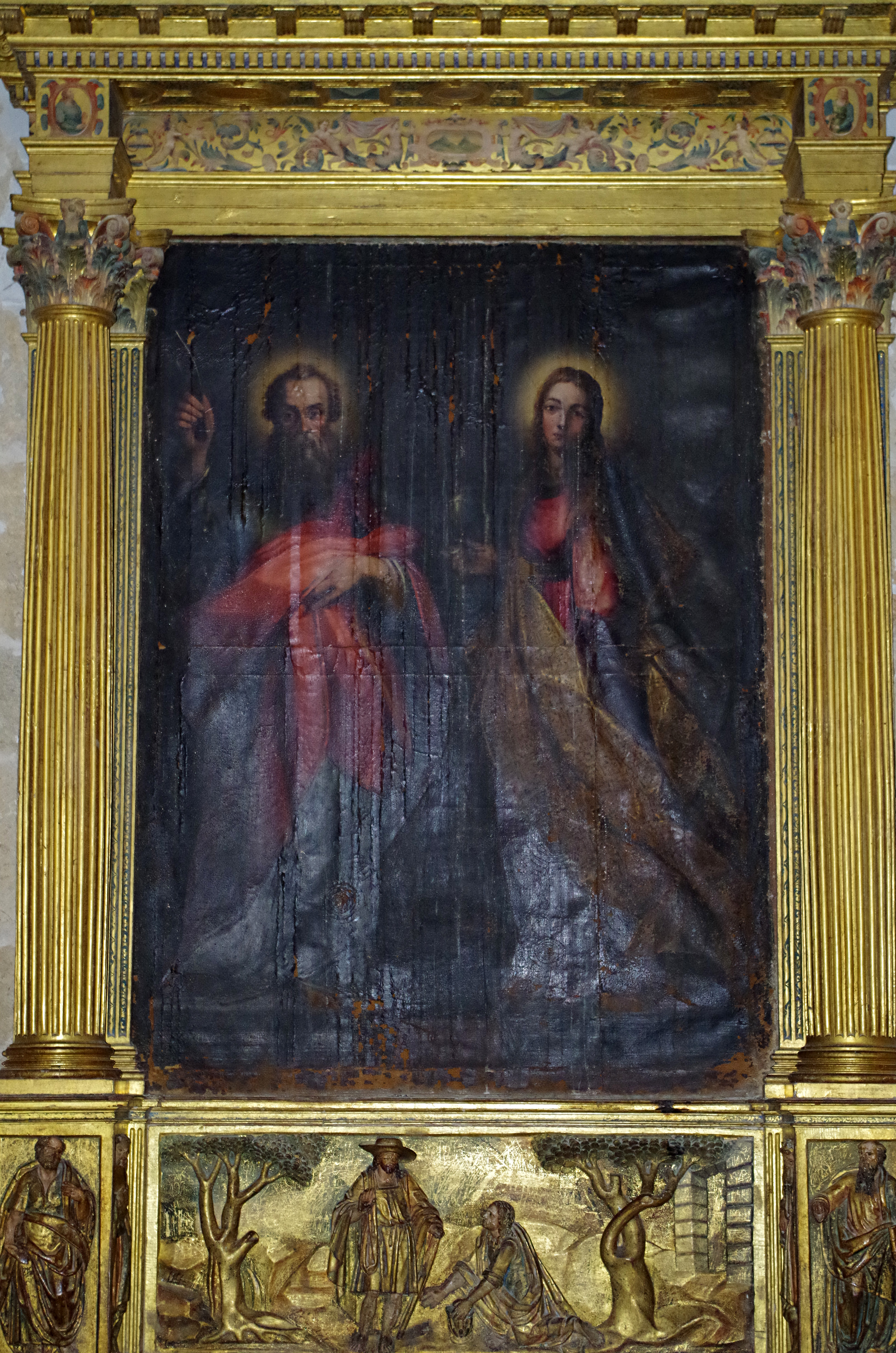
Lienzo con el tema de San Juan Evangelista y San Bartolomé que se conserva en la catedral de Palencia, en la nave del lado de la Epístola.

El pintor estuvo activo en Castilla en los últimos años del siglo XVI. A juzgar por las obras conservadas y analizadas, se le supone especialmente retratista.
En la capilla de San Segundo de la catedral de Ávila se encuentra uno de sus lienzos considerados como de mejor calidad artística. Es un retrato del obispo Jerónimo Manrique de Lara que fue el fundador de dicha capilla. El obispo estuvo en Valladolid como Visitador de la Chancillería en el año 1590 que es la fecha que puede leerse en el lienzo junto a la firma del pintor. El retrato se colocó en la capilla de San Segundo para su ornato, pero en 1648 el Cabildo lo trasladó y lo instaló sobre el sepulcro del obispo que había sido enterrado allí en 1606, situado en el muro del Evangelio. En el siglo XVIII se renovó la capilla y se encargó en 1712 un lujoso marco a Marcos Tejada, maestro de arquitectura, por el que se pagó 470 reales. El lienzo mide 1,80 por 1,02 m. Representa al obispo con ropa talar, de pie y de cuerpo entero. Tiene un rico marco dorado cuyo recuadro hace un quiebro en la parte de la cabeza y sobre el quiebro se muestra el escudo de armas del personaje. 
Stella tuvo como cliente en Valladolid a otro miembro de la familia de los Manuel y Lara: Juan Manuel de Lacerda, ex–obispo de Zamora y ex–obispo de Sigüenza, que por entonces tenía su residencia en Valladolid en la calle del Empecinado nº 1. En octubre de 1587 firmó con él un documento por el que se comprometía a pintar cuatro lienzos, tres sobre los temas de Nacimiento, Resurrección y Espíritu Santo y otro sobre la conversión de San Pablo; Stella recibió en pago 200 ducados. Estos lienzos pasaron en herencia a Juan Manrique de Lara,  y según consta en los archivos, «... estando como su heredero [del obispo Juan Manuel] y testamentario, tenedor y poseedor de sus bienes y de los dchos quatro [sic] lienzos, no quería pagar los cien ducados».

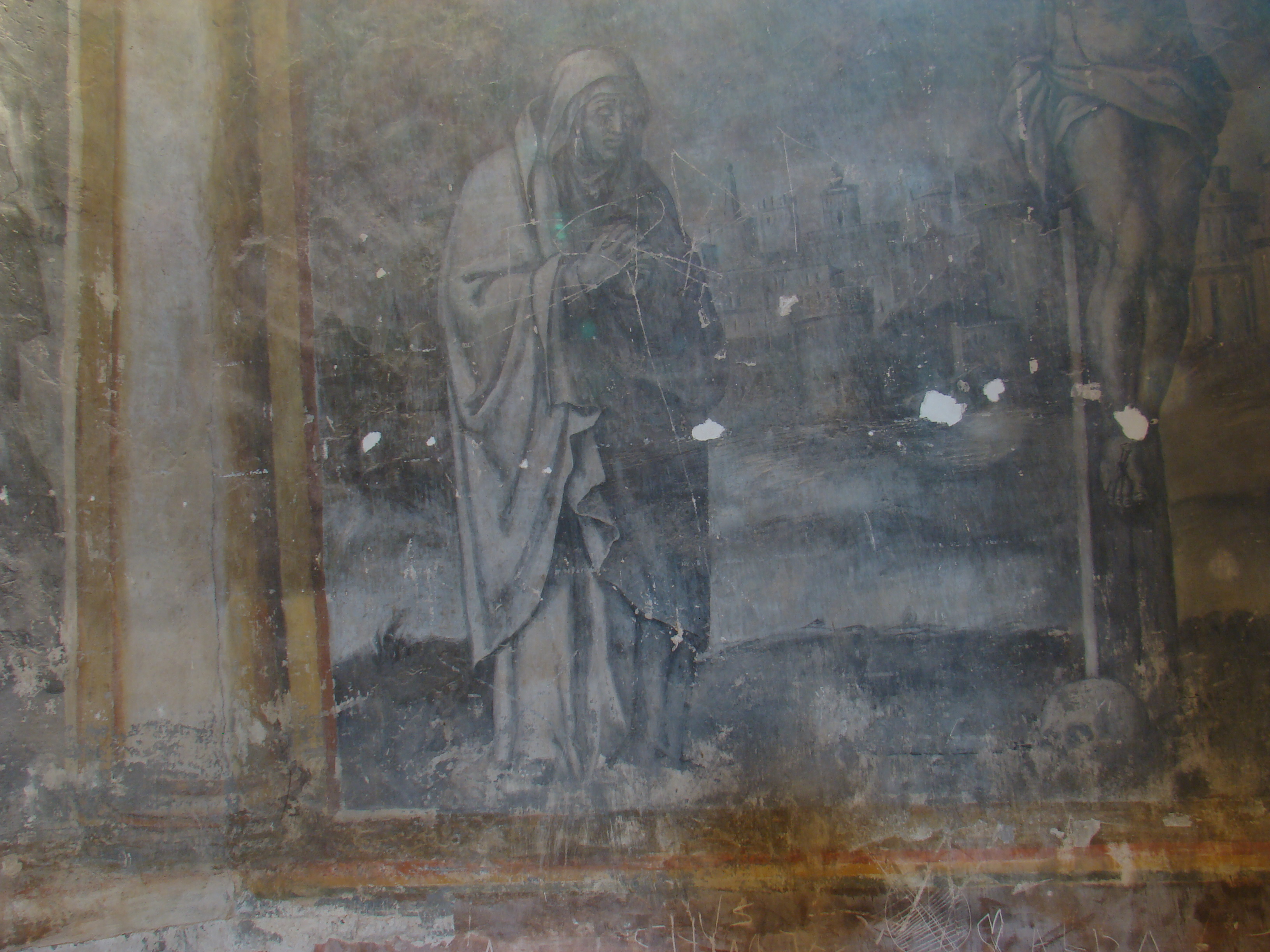
Fragmento del mural pintado en grisalla en la sacristía llamada chirola del monasterio de Palazuelos de Valladolid. Representa una Dolorosa ante la cruz. Las pinturas están todavía sin restaurar.

Por el mencionado testamento se sabe de la existencia de otros lienzos, en paradero desconocido por el momento:
- Una Magdalena, encargo del monje bernardo Juan de Salaçar.
- Retrato de Luis de la Cerda, tasado en 200 reales que se reclaman a su viuda Catalina Manrique (sic).
- Un retrato encargo de «un fulano de alegría que bive en León»; quedan sin pagar veintitrés reales.

Se nombra en esta relación la pintura que hizo para la catedral de Palencia con el tema de San Juan Evangelista y San Bartolomé. Este lienzo se conserva formando parte del retablo del siglo XVI que está en la nave de la Epístola.
En otras cláusulas da a conocer su compromiso con el monasterio de Palazuelos en cuya sacristía conocida como «chirola» había realizado unas pinturas murales con la técnica de grisalla. Al parecer, en el momento de la escritura del testamento el pintor tenía algunas deudas de material de trabajo y por parte de los frailes también las había.
Los últimos hallazgos del pintor han sido dos dibujos con temas de San Jerónimo penitente (firmado) y el de Moisés ante el faraón.